# Bahnhof Duisburg-Hamborn
Der Bahnhof Duisburg-Hamborn ist eine Betriebsstelle an der Walsumbahn Oberhausen – Spellen im Ortsteil Obermarxloh des Duisburger Stadtbezirks Hamborn. Der Bahnhof war bei der Streckeneröffnung 1912 die bedeutendste Zwischenstation. Er wurde bis 1983 planmäßig von Reisezügen angefahren und ist seitdem ein reiner Güterbahnhof.

## Geschichte

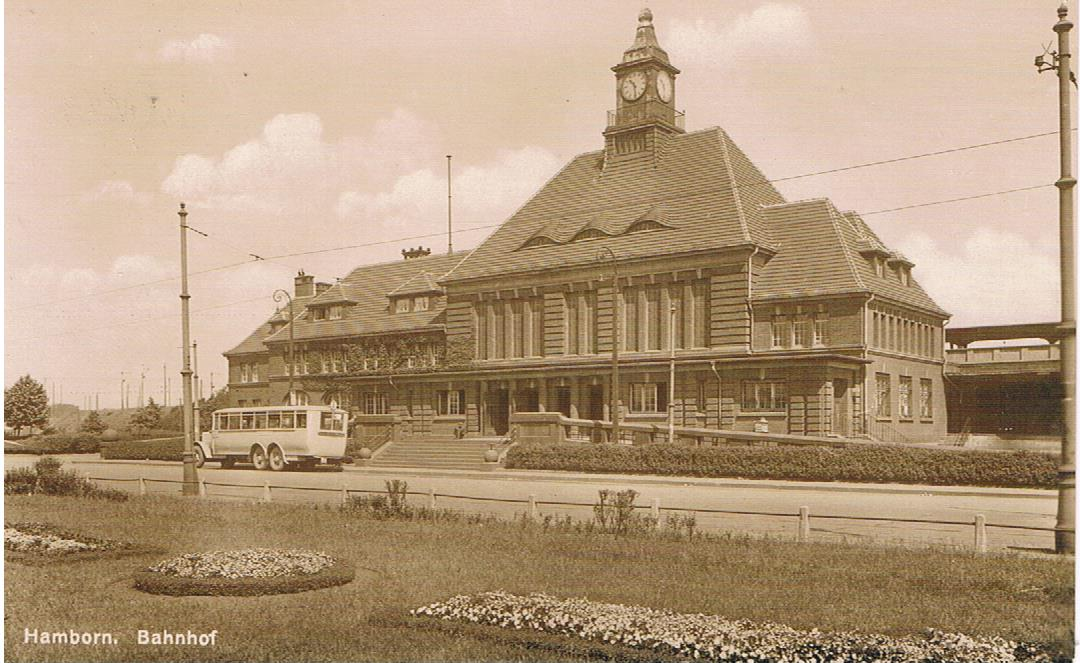
Empfangsgebäude Straßenseite (vor 1945).

Der Bau der Strecke bedeutete für Hamborn, das seit 1911 Stadtrechte besaß, den Anschluss an das Eisenbahnnetz. Der Bahnhof wurde daher in die Stadtplanung mit einbezogen und das Straßennetz sternförmig auf diesen ausgerichtet. Vermutlich auf Wunsch von August Thyssen erhielt das Empfangsgebäude eine Rampe, um hochrangigen Personen eine Zufahrt unmittelbar vor das Gebäude zu ermöglichen. Am 15. Oktober 1912 wurde die Strecke mitsamt dem Bahnhof in Betrieb genommen. Der Bahnhof verfügte im Eröffnungsjahr über 13 Gleise. Neben den beiden Bahnsteiggleisen waren dies zwei Kreuzungs- und Überholgleise, fünf Ortsgütergleise, ein Gleis an der Laderampe und drei Freiladegleise sowie eine Gleiswaage. Im Osten waren die Grillo-Werke mit einer dreigleisigen Übergabegruppe als Hauptanschließer und der Schlachthof Hamborn mit zwei Gleisen als Nebenanschließer angeschlossen. Zu den Dienststellen gehörten neben dem Bahnhof die Güterabfertigung und eine Bahnmeisterei. Der Bahnhof wurde in den folgenden Jahren auf 20 Gleise erweitert. Unter anderem ging am Ostende des Bahnsteigs ein Stumpfgleis für die Verstärkerzüge Richtung Oberhausen in Betrieb. Dieses diente gleichzeitig dem Umschlag von Expressgut. Hierfür bestand ein separater Tunnel zum Empfangsgebäude und eine Aufzuganlage von diesem zum Bahnsteig.

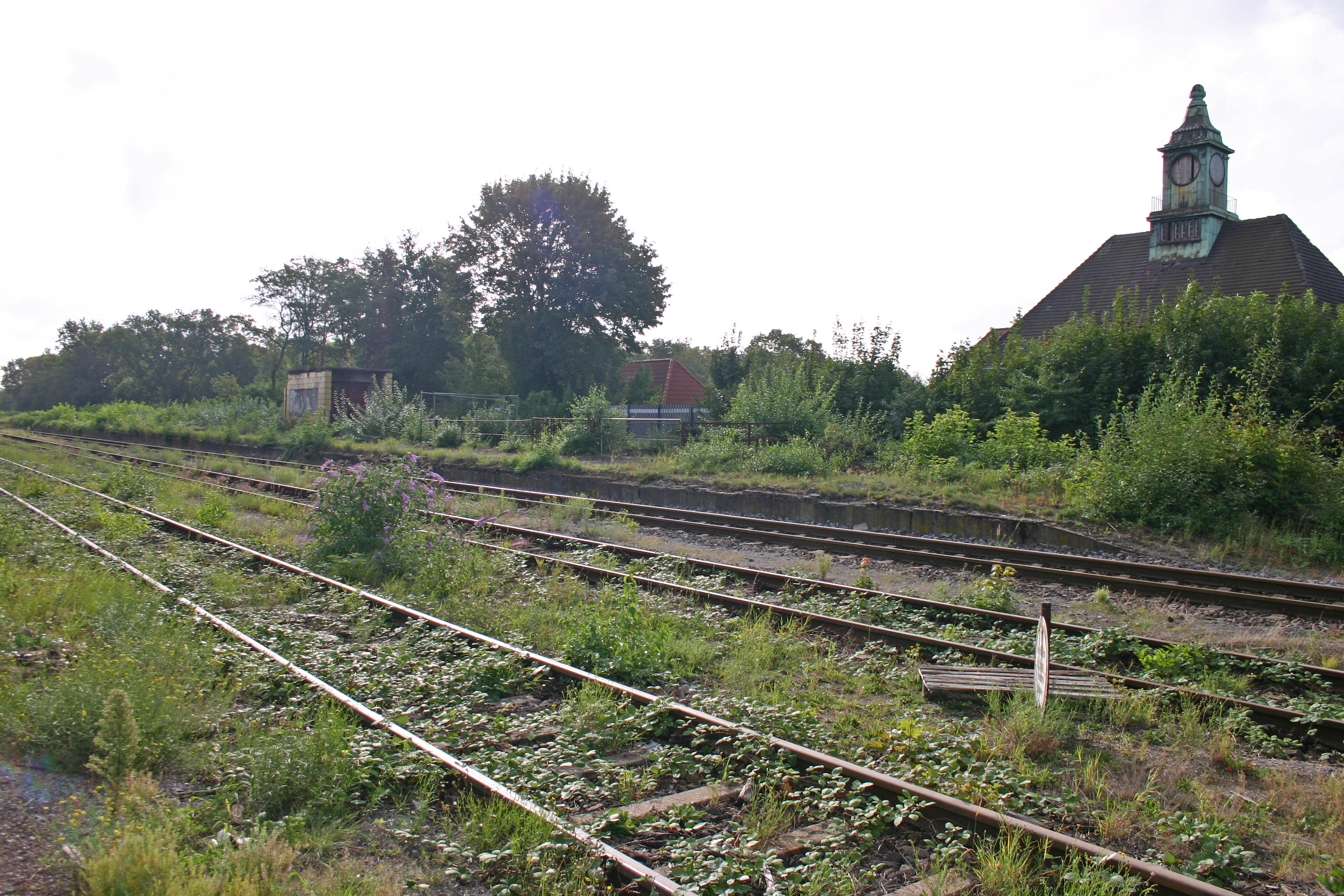
Reste des Bahnsteigs mit Treppenabgang und Lastenaufzug, im Hintergrund das Empfangsgebäude (2020).

Das Empfangsgebäude sackte 1932 als Folge von Bergsenkungen um 2,60 Meter ab. Die Senkungsschäden am Wartesaal wurden im gleichen Jahr beseitigt. Am 18. Mai 1933 installierte die Reichsbahndirektion Essen in Hamborn eine Basa-Anlage. Bis 1963 nahm die Direktion Essen die Ortsgütergleise für den Stückgut- und Ladungsverkehr sowie die Freiladegleise außer Betrieb. Die Aufgaben der Güterabfertigung waren zu diesem Zeitpunkt bereits auf den Bahnhof übergegangen. Für den Rangierdienst stand eine Köf zur Verfügung. 1968 stellte die Bundesbahn den Versand von Eilstückgut ein, 1970 den Stückgutverkehr in Gänze. Im gleichen Jahr legte die Bundesbahndirektion Essen die Verbindungskurve nach Duisburg-Neumühl still. Sie wurde 1974 als Bahnhofsgleis von Hamborn wieder in Betrieb genommen und spätestens mit der Umwandlung des Bahnhofs Duisburg-Neumühl in eine Anschlussstelle 1983 wieder stillgelegt. Am 28. Mai desselben Jahres stellte die Bundesbahn den Personenverkehr auf der Strecke ein.

## Aufbau

### Gleisanlagen und Stellwerke

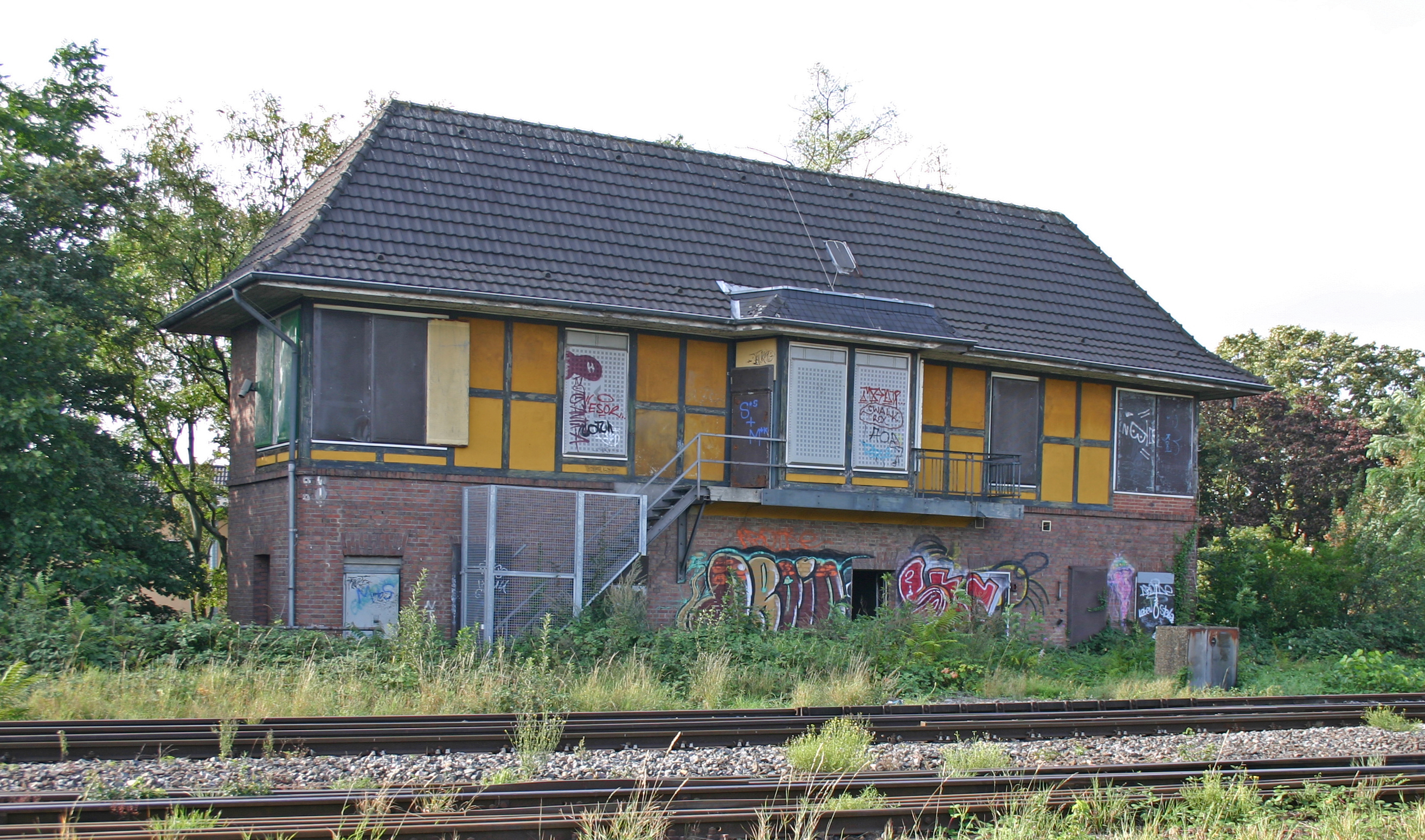
Ehem. Befehlsstellwerk Bt (2020).

Der Bahnhof befindet sich im Streckenkilometer 7,812 der VzG-Strecke 2271 (Oberhausen Hbf – Spellen (Niederrhein) (– Wesel). Die Gleisanlage ist in steigender Kilometrierung annähernd in Ost-West-Richtung ausgerichtet. Über eine Verbindungskurve (VzG-Strecke 2306) bestand ein Schienenweg zum Bahnhof Duisburg-Neumühl. Der Bahnhof verfügt über vier Hauptgleise (1–4 [ehemals 7–5, 2]), von denen Gleis 3 (ehemals 5) das durchgehende Hauptgleis ist. Die anderen Gleise sind beidseitig an dieses angebunden. Das Einfahrsignal 18A aus Richtung Oberhausen-Buschhausen steht in Kilometer 6,697, das Einfahrsignal 18F aus Richtung Walsum in Kilometer 8,542. Alle vier Gleise sind mit Ausfahrsignalen in beiden Richtungen ausgestattet. Im Osten schließen die Gleisanlagen der Grillo-Werke an. Der Bahnhof verfügte über zwei mechanische Stellwerke Bauart AEG aus dem Eröffnungsjahr. Das Befehlsstellwerk Bt stand am Ostkopf in Höhe der Unterführung Schlachthofstraße, das Wärterstellwerk Wt stand an der Unterführung Schwabenstraße am Westkopf. Anfang Dezember 2017 wurden die Stellwerke außer Betrieb genommen und der Bahnhof an ein elektronisches Stellwerk angeschlossen. Die Bedienung erfolgt aus dem Bahnhof Oberhausen West.

### Empfangsgebäude
Das ehemalige Empfangsgebäude steht an der Markgrafenstraße. Es fällt gegenüber den anderen Empfangsgebäuden entlang der Strecke deutlich größer aus. Der Bau erhielt eine Fassade mit Mauwerksverblendung im holländischen Verband und schwarzen Fugen. Der gestaffelte Baukörper gipfelt in der von einem Uhrturm überragten Empfangshalle. Die niedrigeren und zurückgesetzten Seitentrakte beherbergten die Diensträume. Zu den Räumlichkeiten für den Publikumsverkehr gehörten unter anderem ein Wartesaal 1./2. Klasse und ein Damenzimmer. Der Zugang zum Bahnsteig erfolgte über einen Personentunnel. Der Bau steht seit dem 22. Juli 1985 unter Denkmalschutz. Nach der Einstellung des Personenverkehrs werden die Räume unter anderem gastronomisch genutzt. Die Empfangshalle dient als Festsaal für türkische Hochzeiten.

## Verkehr

### Personenverkehr
Der Sommerfahrplan von Mai 1914 wies zwischen Oberhausen Hauptbahnhof und Hamborn täglich 16 Zugpaare auf, von denen die Hälfte weiter nach Wesel verkehrten. Infolge der steigenden Inflation ging das Angebot 1920 bis auf fünf Zugpaare zwischen Oberhausen und Hamborn und zusätzlich drei Zugpaare zwischen Oberhausen und Wesel zurück. Am 3. Oktober 1937 wurde die Walsumbahn in den Ruhrschnellverkehr einbezogen und das Angebot auf 34 Züge zwischen Oberhausen und Wesel und weitere 18 Züge zwischen Oberhausen und Hamborn ausgeweitet. Im Sommer 1939 waren 34 Personenzugpaare zwischen Oberhausen und Hamborn eingelegt, von denen die Hälfte bis Wesel durchgebunden waren. bis 1943 ging die Anzahl auf jeweils 13 Zugpaare zwischen Oberhausen und Hamborn beziehungsweise Wesel zurück. Die morgendlichen Verstärker nach Hamborn beschränkte die Deutsche Reichsbahn auf die Werktage. Im Winterfahrplan 1944/45 fuhren von den Weseler Zügen drei Züge weiter bis Bocholt, in der Gegenrichtung kamen sieben Züge aus Bocholt über die Walsumbahn nach Oberhausen.
Nach dem Zweiten Weltkrieg endeten die Personenzüge Richtung Wesel in Spellen. Ab 1951 bestand eine durchgehende Verbindung von Spellen über Walsum und Oberhausen Hauptbahnhof nach Duisburg-Ruhrort. Seit dem 26. Mai 1963 war Walsum der nördliche Endpunkt für Personenzüge. Nach Ausweitung des Kohlezugverkehrs nach Möllen reduzierte die Bundesbahn das Personenzugangebot 1976 auf zwei Zugpaare täglich. Am 28. Mai 1983 stellte die Bundesbahn den verbliebenen Personenverkehr zwischen Oberhausen Hbf und Walsum ein.

### Güterverkehr

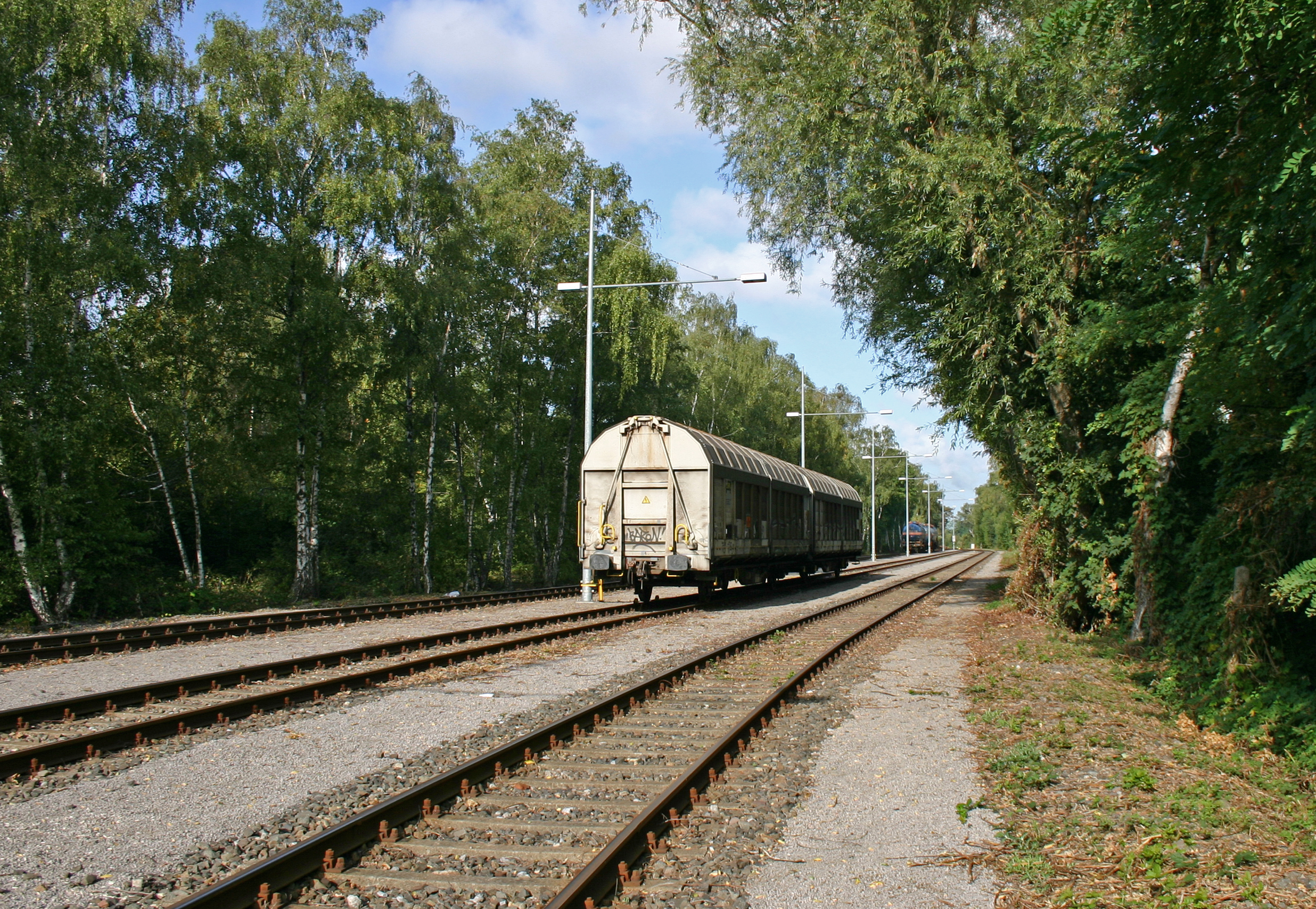
Rangiergruppe der Grillo-Werke (2020).

Hauptanschließer im Bahnhof sind die Grillo-Werke, die über eine dreigleisige Übergabegruppe im Ostkopf des Bahnhofs an das Streckennetz der DB Netz angeschlossen sind. Der Anschluss ging gleichzeitig mit der Streckeneröffnung 1912 in Betrieb. Im Eröffnungsjahr umfasste die Gruppe fünf Gleise, von denen je zwei den Grillo-Werken und der Stadt Hamborn gehörten, ein fünftes Gleis war in gemeinsamen Besitz. Bis Anfang der 1960er Jahre fand die Anlieferung von Schlachtvieh per Bahn statt, 1968 schloss der Schlachthof seine Tore. Das Gelände wurde danach von der RWE genutzt, danach von deren Tochterunternehmen Amprion. Der Nebenanschluss diente für die Überführung von Transformatoren. An das Anschlussgleis war ein Übergabegleis zum Betriebshof Hamborn der Duisburger Verkehrsgesellschaft angeschlossen.